# Алимова, Дилором Агзамовна
Дилором Агзамовна Алимова (узб. Dilorom Agzamovna Alimova; 25 мая 1948 года, Ташкент) — узбекистанский историк, педагог, доктор исторических наук (1991), профессор (2001), ведущий исследователь в области теории и методологии исторической науки, проблем культурологии и историографии, истории государственности Узбекистана, «женского вопроса» в Средней Азии, а также различных аспектов истории Узбекистана и Центральной Азии .

## Биография
Дилором Агзамовна Алимова родилась 25 мая 1948 года в Ташкенте в семье узбекской интеллигенции. Её отец, Агзам Алимов родился в 1903 году в Ташкенте, окончил новометодную школу и в возрасте 17 лет поступил на рабфак САГУ (ныне — Национальный университет Узбекистана, сокращено — НУУз), по окончании которого в 1923 году начал работу в должности инструктора уездного отдела народного образования. В последующие годы занимал руководящие должности в различных учреждениях Узбекистана. Мама, Рахбарнисо Гуломова (в замужестве — Алимова), родилась в 1908 году, сестра известного узбекского поэта и писателя Гафур Гуляма, получила образование в новометодной школе, затем обучалась в женском педагогическом техникуме при Инспекции народного образования города Ташкента. В 1927 году поступила учиться в САКУ (Средне-Азиатский коммунистический университет), работала в газете «Ёш ленинчи» (ныне — «Туркистон»), а затем в учреждениях культпросвещения республики.
Дилором Алимова замужем, имеет двух детей и 6 внуков. Её супруг известный ученый-физик, академик АН РУз Сагдулла Бахрамов.

### Образование
Д. А. Алимова в 1966 году после окончания 91-й средней школы города Ташкента поступила на исторический факультет Ташкентского Государственного университета (НУУз). Её учителями были именитые историки: М. Е. Массон, О. М. Ташмухамедов, А. Нуритов, С. Б. Лунина, З. И. Усманова. В студенческие годы принимала участие в работе экспедиции ЮТАКЭ, а также являлась членом СНАК. В 1971 году окончила университет по специальности «историк-археолог», защитив выпускную дипломную работу на тему «Крепостная стена Канки».
В 1980 году защитила диссертацию на соискание ученой степени кандидата исторических наук под руководством профессора Б. В. Лунина на тему: «Историография решения женского вопроса в Узбекистане (1917—1941 гг.)». В 1991 году состоялась защита докторской диссертации на тему: «Женский вопрос в советской историографии Средней Азии (20 — 80-е годы)». В 2001 году получила звание профессора.

## Трудовая деятельность
Свою трудовую деятельность Д. А. Алимова начала в 1971 году в Институте истории АН Узбекистана в должности лаборанта отдела «Историографии»; вела научную деятельность в качестве аспиранта (1974—1978), младшего (1978—1986), а затем старшего научного сотрудника (1986—1990).
В 1987—1988 гг. проходила научную стажировку в Институт российской истории РАН под руководством д.и.н. Н. Ф. Бугая, по завершении которой продолжила свою деятельность в Институте истории АН Узбекистана. После окончания докторантуры в Институте истории АН Узбекистана (1990—1992 гг.) в 1992 году была переведена на должность ведущего научного сотрудника и назначена руководителем отдела «Историографии и источниковедения», которым руководила до 2020 года.
В 1998—2000 гг. заместитель директора, а с 2000 по 2010 год — директор Института истории АН Республики Узбекистан. 2020—2023 гг. главный научный сотрудник Института истории АН Республики Узбекистан. С 2024 года главный научный сотрудник Национального Центра археологии АН Республики Узбекистан.
В формировании Д. А. Алимовой как учёного большую роль сыграли корифеи исторической науки — Я. Г. Гулямов, Б. В. Лунин, Р. Х. Аминова, Р. Я. Раджабова, Р. Г. Мукминова.
Д. А. Алимова является ведущим и признанным исследователем в области теории и методологии исторической науки, проблем культурологии и историографии, истории государственности Узбекистана, а также различных аспектов истории народов Центральноазиатского региона и Узбекистана. Ее научные разработки связаны с исследованием широкого спектра вопросов: социально-политической истории Узбекистана с XV по XX вв., прогрессивно-реформаторских движений в Центральной Азии в конце XIX — начале ХХ столетия, «женский вопрос» в Узбекистане и его эволюция, проблемы истории и методологии исторической науки, теория и история государственности Узбекистана с древнейших времен до настоящего времени.
Она явилась одним из авторов разработанной «Концепции истории государственности Узбекистана», на основе которой созданы фундаментальные монографии, подготовлена учебная и учебно-методологическая литературы для вузов и школ республики.
Научные исследования Д. А. Алимовой нашли отражение в 5 авторских и 41 коллективной монографиях, 16 брошюрах, более 350 статьях, опубликованных в академических журналах и сборниках, как в республике, так и за рубежом, в СМИ.
Д. А. Алимова является научным редактором и одним из авторов фундаментальных исследований:
- «История государственности Узбекистана. Том I. Вторая половина II тысячелетия до нашей эры — III век нашей эры» / Отв. редакторы: Э. Ртвеладзе, Д. Алимова. Ташкент: Узбекистан, 2009. 560 с.+32 с. илл.;
- «История Узбекистана (XVI — первая половина XIX века)» / Отв. редактор Д. Алимова. Ташкент: Фан, 2012. 776 с.;
- «Хорезм в истории государственности Узбекистана» / Отв. редакторы: Д. Алимова, Э. Ртвеладзе. Ташкент: Ўзбе¬кистон файласуфлари миллий жамияти, 2013. 336 с.;
- «История общественно-культурного реформаторства на Кавказе и в Центральной Азии» (XIX — начало XX века) / Отв. редакторы: Д. Алимова, И. Багирова. Самарканд: МИЦАИ, 2012. 335 с.;
- «История Узбекистана. Эпоха Амира Темура и Темуридов» / Отв. редакторы Д. Алимова, Э. Ртвеладзе. Ташкент, 2017. 536 с.+32 с. илл.

Д. А. Алимова — автор 3-томной монографии «История как история, история как наука». Том I. Историческое сознание. Ташкент: Узбекистан, 2008. 280 с. Том II. Феномен джадидизма. Ташкент: Узбекистан, 2009. 170 с. Том III. Концепты истории Узбекистана: теория и гипотезы. Ташкент: Media Land. 2018 г. 520 с.
Под её руководством и при непосредственном участии разработаны и внедрены Концепции и Тематические планы Государственного исторического музея Узбекистана, Музеев Памяти жертвам репрессий, Вооруженных сил РУз, Мирзо Улугбека в г. Самарканде, Музея Центра исламской цивилизации в г. Ташкенте; участвовала в подготовке юбилейных альбомов древних городов Узбекистана — Карши, Самарканда, Ташкента, Маргилана и др.
В 2000—2010 годах, в должности директора Института истории, Д. А. Алимовой был осуществлен ряд организационных мероприятий, направленных на усовершенствование деятельности Института, а также укрепление его кадрового потенциала, в первую очередь, посредством привлечения молодых талантливых специалистов в науку, на обеспечение интеграции исторической науки и исторического образования. Установлены международные контакты с ведущими научными центрами Европы, США, Юго-Восточной Азии, государств СНГ, осуществлялись совместные международные научные проекты по исследованию различных вопросов истории Узбекистана и Центральной Азии, научный обмен учеными, грантовая поддержка. Все это позволило сформировать новую генерацию молодых ученых историков Узбекистана, получивших международное признание, продолживших свои исследования, как в республике, так и в ведущих научных исторических центрах мира.
С 1998 по 2010 гг. Д. А. Алимова являлась членом и председателем Специализированного Совета по защите докторских диссертаций при Институте истории АН РУз, а также членом Специализированного Совета по защите кандидатских и докторских диссертаций при Институте востоковедения АН РУз и при Институте истории МОН Республики Казахстан.
В настоящее время Д. А. Алимова является членом Научного Совета и Семинара по присуждению ученых степеней при Институте истории и Институте Востоковедения АН РУз, членом Координационного Совета по утверждению кандидатских и докторских тем диссертаций при Институте истории АН РУз.
Под её руководством подготовлено и успешно защищено 19 кандидатских и 11 докторских диссертаций.
Д. А. Алимова с 1998 года по настоящее время является организатором и председателем Республиканского научного семинара «История узбекского народа и ее государственности» имени академика Яхъя Гулямова.
С 2000 года Д. А. Алимова — главный редактор ведущего отечественного академического журнала в области истории — «O‘zbekiston tarixi» («История Узбекистана»), а также член редколлегии ряда отечественных и зарубежных журналов.
Под её руководством проведено более десяти международных конференций и симпозиумов.
На протяжении ряда лет Д. А. Алимова являлась вице-президентом Комитета ЮНЕСКО по подготовке 6-томной «Истории цивилизации Центральной Азии». Благодаря её инициативам в авторский коллектив этого авторитетного издания были включены 14 исследователей из Узбекистана. Д.А Алимова является постоянным членом Европейского общества историков (ISCAS), сопредседателем Международной Ассоциации Центральноазиатских исследований, а также членом редколлегий академических журналов: «The Korean Journal of Central Asian and Caucasian Studies» (Южная Корея, Сеул), «Историческое пространство Проблемы истории стран СНГ» (Россия, Москва), «SHYGYS» (Казахстан, Алматы, до момента его закрытия).
Д. А. Алимова участвовала с докладами на более чем 40 международных научных конференциях в США, Австрии, Германии, Голландии, Франции, Китае, Южной Корее, Турции, Индии, Малайзии, России, Азербайджане, Казахстане, Киргизии, Молдове и др.
На протяжении многих лет Д. А. Алимова осуществляет преподавательскую деятельность в системе высшего образования республики. Она читает лекции для учащихся магистратуры исторического факультета НУУз — «Историография и методы исторических исследований», «Методология исторической науки», также ряд спецкурсов в Ташкентском Государственном университете им. Низами, СамГУ по истории прогрессивно-реформаторских движений Средней Азии конца XIX — начала XX в., а также вопросам истории и методологии исторической науки.
Под редакцией Д. А. Алимовой опубликовано 3 учебника для средних школ и 7 учебных пособий.
По инициативе Д. А. Алимовой при Институте истории была создана Объединенная кафедра истории Узбекистана в партнёрстве с 8 ведущими университетами республики, на базе которой успешно осуществлялась подготовка магистрантов.

## Труды
- Д. А. Алимова. Решение женского вопроса в Узбекистане (1917—1941 гг.). Ташкент: Фан, 1987. 70 с.
- Д. А. Алимова. Женский вопрос в Средней Азии: история изучения и современные проблемы. Ташкент: Фан, 1991. 133 с.
- Д. А. Алимова. Джадидизм в Средней Азии: пути обновления, реформы, борьба за независимость. Ташкент: Узбекистан, 2000.
- Д. А. Алимова. История как история, история как наука. Том I. Историческое сознание. Ташкент: Узбекистан, 2008. 280 с.
- Д. А. Алимова. История как история, история как наука. Том II. Феномен джадидизма. Ташкент: Узбекистан, 2009. 170 с.
- Д. А. Алимова. История как история, история как наука. Том III. Концепты истории Узбекистана: теория и гипотезы. Ташкент: Media Land, 2018. 520 с.
- Д. А. Алимова. Жадидчилик феномени. Тошкент: «Akademnashr», 2022. 272 б.

## Награды
Профессор Д. А. Алимова награждена орденом «Меҳнат шуҳрати» (2003) и нагрудным знаком Министерства народного образования РУз «Отличник народного образования» (2017).

## Ученики
- Нодира Махкамова, доктор исторических наук, историк
- Нодира Мустафаева, доктор исторических наук, историк
- Доно Зияева, доктор исторических наук, историк
- Гузаль Нормуродова, доктор исторических наук, историк.
- Феруза Шамукарамова, доктор исторических наук, историк
- Саодат Давлатова, доктор исторических наук, этнолог
- Ульфат Абдурасулов, кандидат исторических наук, историк